# Segunda Divisão 2025 (São Tomé und Príncipe)
Die Segunda Divisão 2025 war die zweithöchste Spielklasse im Fußball auf der Insel São Tomé, einem Teilstaat des afrikanischen Inselstaates São Tomé und Príncipe. Die Saison wurde mit zehn Mannschaften ausgetragen. Jede Mannschaft absolvierte 18 Spiele in einer Hin- und Rückrunde.

## Abschlusstabelle
| Pl.               | Verein                         | Sp. | S  | U | N  | Tore    | Diff. | Punkte |
| ----------------- | ------------------------------ | --- | -- | - | -- | ------- | ----- | ------ |
| 1.                | AD Kê Morabeza                 | 17  | 11 | 4 | 2  | 025:100 | +15   | 37     |
| 2.                | CD Conde (N)                   | 17  | 10 | 4 | 3  | 016:800 | +8    | 34     |
| 3.                | BUFC Caixão Grande (A)         | 17  | 10 | 3 | 4  | 022:140 | +8    | 33     |
| 4.                | Marítimo Micoló (N)            | 17  | 8  | 1 | 8  | 030:280 | +2    | 25     |
| 5.                | GD Cruz Vermelha               | 17  | 8  | 1 | 8  | 018:280 | −10   | 25     |
| 6.                | UD Ribeira Peixe               | 17  | 6  | 3 | 8  | 021:170 | +4    | 21     |
| 7.                | Desportivo Palmar Lusitano (A) | 17  | 5  | 3 | 9  | 014:180 | −4    | 18     |
| 8.                | Porto Folha Fede               | 17  | 4  | 6 | 7  | 010:140 | −4    | 18     |
| 9.                | FC Neves                       | 17  | 5  | 3 | 9  | 019:230 | −4    | 18     |
| 10.               | UD Correia                     | 17  | 2  | 4 | 11 | 010:250 | −15   | 10     |
| Stand: Saisonende |                                |     |    |   |    |         |       |        |

Platzierungskriterien: 1. Punkte – 2. Tordifferenz – 3. geschossene Tore